# Jakub Wujek
Jakub Wujek (n. 1541, Wągrowiec, voievodatul Polonia Mare, Polonia – d. 27 iulie 1597, Cracovia, Polonia-Lituania) a fost un profesor iezuit, primul rector al Colegiului iezuit din Cluj. Anterior a fost rector al Colegiului iezuit din Poznań, respectiv al Universității din Vilnius.

## Conflictul de la Cluj
La Cluj a izbucnit un conflict între rectorul Wujek și gruparea din jurul profesorului István Szántó⁠(en)[traduceți], ceea ce l-a determinat pe regele Ștefan Báthory să rezolve animozitățile prin numirea unui nou rector, care să nu fie nici polonez, nici maghiar, ci italian, în persoana lui Ferrante Capeci.